# Tila capsophilella
Tila capsophilella är en fjärilsart som beskrevs av Pierre Chrétien 1900. Tila capsophilella ingår i släktet Tila och familjen stävmalar. Inga underarter finns listade i Catalogue of Life.